# Laas Geel
Laas Geel (en somali : Laasgeel), ou Laas Gaal, parfois écrit Las Geel, est un ensemble d'abris sous roches ornés datant du Néolithique. Ils sont situés  à mi-chemin entre Hargeisa et Berbera, au Somaliland, dans la région de Woqooyi Galbeed. Ce site préhistorique, dont les peintures seraient vieilles de 5 000 à 4 000 ans, est le plus important foyer d'art rupestre de la corne de l'Afrique.

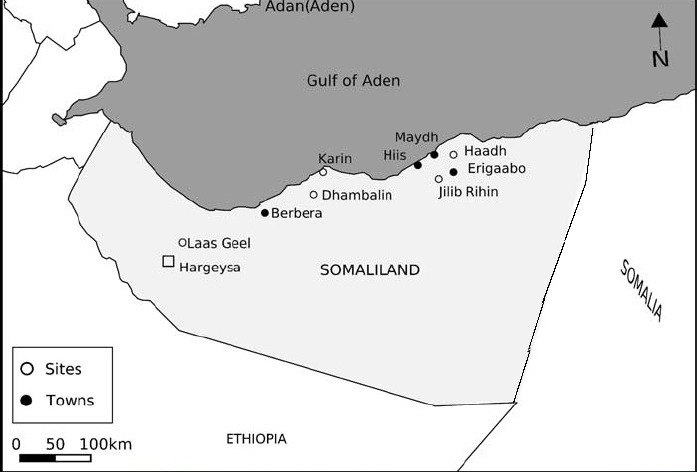
Repères géographiques.

## Situation
Les sites se trouvent au pied d'un petit massif de granite rouge, 4 km à l'ouest de Daarbudhuq, à mi-chemin entre Hargeisa et Berbera. À proximité se trouve le confluent de deux oueds dont les lits ont une nappe permanente proche de la surface. Ceci explique le nom du lieu car en somali « Laas Geel » signifie « le point d'eau des dromadaires ». Le rocher de Laas Geel comporte 30 abris, dont une douzaine sur le versant oriental qui rassemblent l'essentiel des peintures. Les versants sud et ouest possèdent des traces de peintures très effacées. Les abris les plus vastes ne dépassent pas 5 m de profondeur sur 10 m de largeur.

## Historique
Le site a été découvert le 4 décembre 2002 par Xavier Gutherz, Jean-Paul Cros et Joséphine Lesur, guidés par le prospecteur somalilandais ayant découvert ce site et plusieurs autres sites plus ou moins connus, Mohamed Abdi Ali, lors d'une mission de prospection archéologique. Le site était connu des populations locales qui attribuaient les peintures aux djinns en l'appelant "buurtii jinka", expression somalie qui signifie « la montagne des djinns ou la montagne hantée ».
En 2012, une campagne de relevés conduite par une équipe d'archéologues de l'Université Paul-Valéry-Montpellier, associée avec une entreprise de cartographie, a permis de cartographier en trois dimensions une douzaine d'abris. Une version béta de la numérisation 3D de l'abri 1 est en ligne sur le site de Latitudefrance.

## Protection et visites
La protection de ce site et des autres sites archéologiques de la région a été mise en œuvre dès leurs découvertes par le gouvernement du Somaliland. À ce titre, Laas Geel est gardé et accueille les visiteurs de passages (un millier en 2016). Une exposition permanente est installée dans le bâtiment construit en bas du site. D'autres sites aussi riches pourraient être découverts.

## Description
La densité des peintures est importante et l'on compte plus d'un millier de figurations qui représentent des vaches très stylisées vues de profil, aux cornes en lyre ou en arceau, aux mamelles volumineuses et aux longs cous ornés d'une sorte de plastron. Il existe aussi des figures de taureaux, rares à Laas Geel, et une vache gravée sur paroi verticale. À ces figures dominantes sont associées des images de personnage énigmatiques à « tête en épingle », vêtus de pantalons et d'une tunique, toujours placés en dessous ou derrière une vache. Ils sont parfois accompagnés d'un chien. Les représentations de la faune sauvage (singes, girafes, antilopes, chacals ou hyènes) sont beaucoup plus rares. On remarque aussi de très nombreux signes (ponctuations, arabesques de points, bâtonnets, tirets). Les représentations sont monochromes ou polychromes, utilisant l'ocre rouge, le blanc, l'ocre jaune, le vert et le noir.

## Culture
Ce site est le plus important d'un ensemble d'abris peints repérés et étudiés par l'équipe française dans la région du Woqooyi Galbeed. Dans les années 1980, d'autres peintures que l'on peut maintenant rattacher au même style avaient été identifiées, dans le Sanaag à l'Est du pays, dans la région d'Erigavo. Si quelques rapprochements peuvent être effectués avec les vaches des abris peints d'Éthiopie (Harar et Sidamo), ou d'Arabie (notamment au Yémen), aucun site de la corne de l'Afrique (ni aucun style sur le continent africain) ne peut être directement comparé à Laas Geel.
Contrairement à ce qui est parfois avancé, il n'existe aucun lien culturel objectif entre cet art rupestre et l'art de l'Égypte antique, en relation avec la quête de l'encens et la localisation géographique du pays de Pount. Il s'agit de l'art autonome de populations d'éleveurs de vaches dont il reste à établir la carte d'identité.

## Datation
L'ancienneté de ce style est indiquée par la superposition systématique, sur les vaches de type Las Geel, de bovinés réalisés dans le style éthiopien du Harar (Chabbè, Laga Odda) monochrome ou polychrome. C'est également le cas des vaches, des personnages et des signes généralement peints en blanc dans le style de la région de Gesuba en Éthiopie, ou de Kakapeli au Kenya. Des vaches à bosse (zébus) et des archers ou encore des bovins de style schématique (proches de ceux d'Érythrée, du Harar, de la république de Djibouti ou de Somalie), peints en noir ou en rouge, sont également superposés aux vaches type Laas Geel. Ces styles successifs ne remonteraient guère au-delà du IIe millénaire av. J.-C. pour les plus anciens. Des signes claniques rouges, blancs ou noirs, beaucoup plus récents, sont encore identifiés par les éleveurs actuels. Dans d'autres sites, des girafes « à 4 jambes », appartenant à une autre tradition artistique peuvent se superposer aux figures de style Laas Geel. Généralement, ces types de girafes, les dromadaires, les moutons à queue grasse, les quadrillages et les signes « insectiformes » sont représentés à l'écart des vaches de style Laas Geel et dans d'autres abris indépendants.
La chronologie absolue de cet art est encore discutée, les tentatives de datation des pigments ont échoué. Des fouilles archéologiques conduites dans l'abri no 7 ont donné des dates comprises entre 3 500 et 2 500 av. J.-C. qui se rapportent à des niveaux d'occupation sans céramique livrant des pierres colorantes exogènes, pouvant servir à la fabrication du pigment rouge.

## Signification
Du point de vue de sa signification, on remarquera que le fait d'honorer les vaches magnifiquement parées, aux mamelles volumineuses, aux trayons rayonnants, peut renvoyer à un symbole de fécondité et à la place importante que tenaient les bovins dans la vie de ces possibles nomades. Les études en cours montrent que les scènes peintes suivent des règles d'organisation précises et que certains abris offrent des particularismes assez forts pour que l'on puisse évoquer des regroupements de figures se rattachant à diverses traditions contemporaines ou se succédant dans le temps, ou bien se rapportant à une segmentation de la population (clans, familles, tribus). Les hauts lieux de l'art rupestre du Somaliland pourraient être envisagés comme de possibles sanctuaires aux points de rassemblement d'éleveurs appartenant à divers lignages. La position du rocher de Laas Geel, au croisement de deux oueds, plaide en faveur de cette hypothèse.

## Galerie

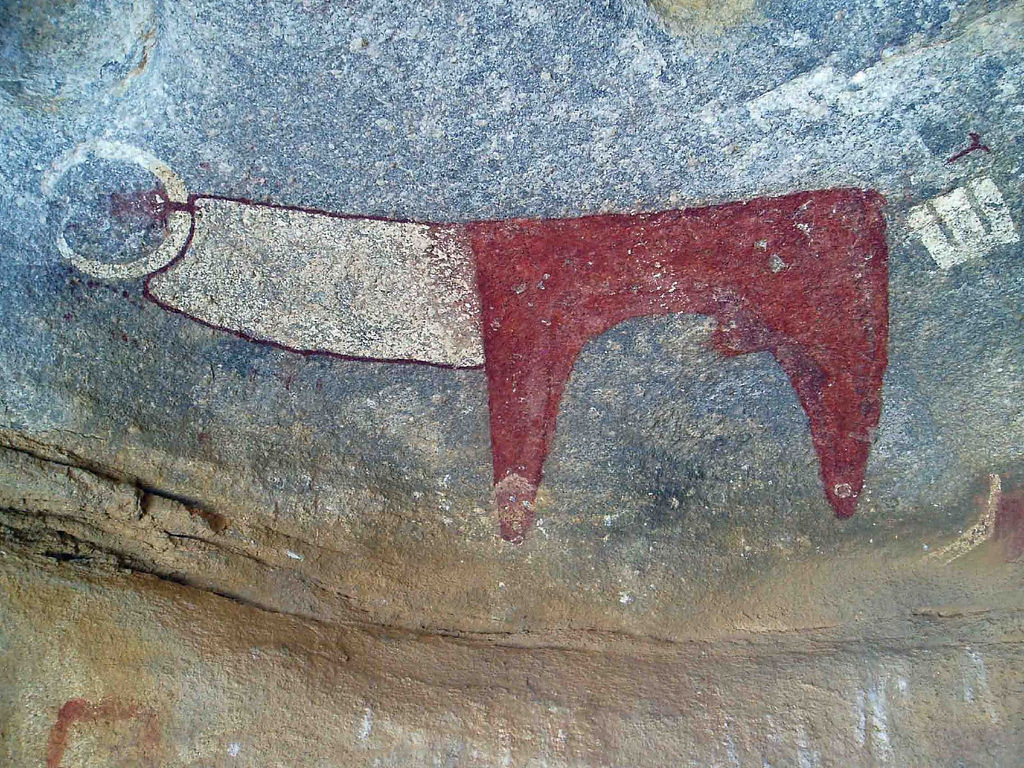
Une vache cérémoniale
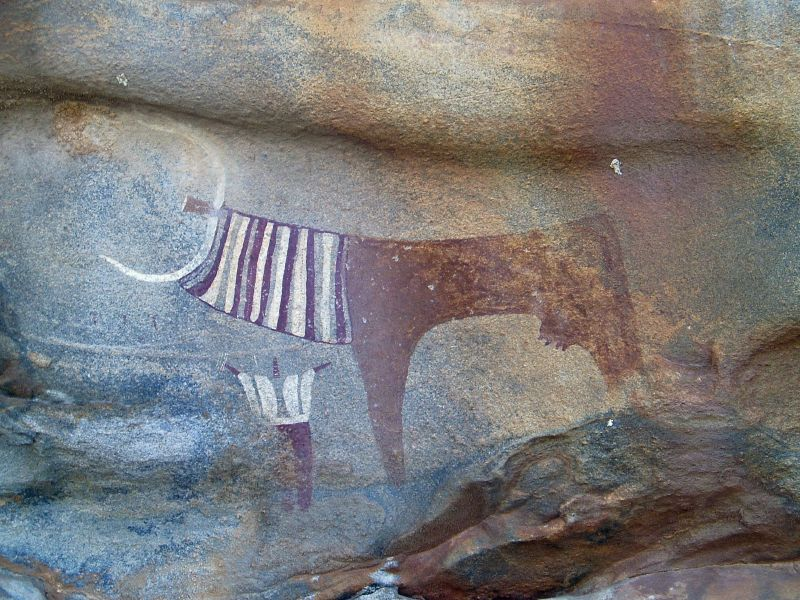
Un humain et une vache
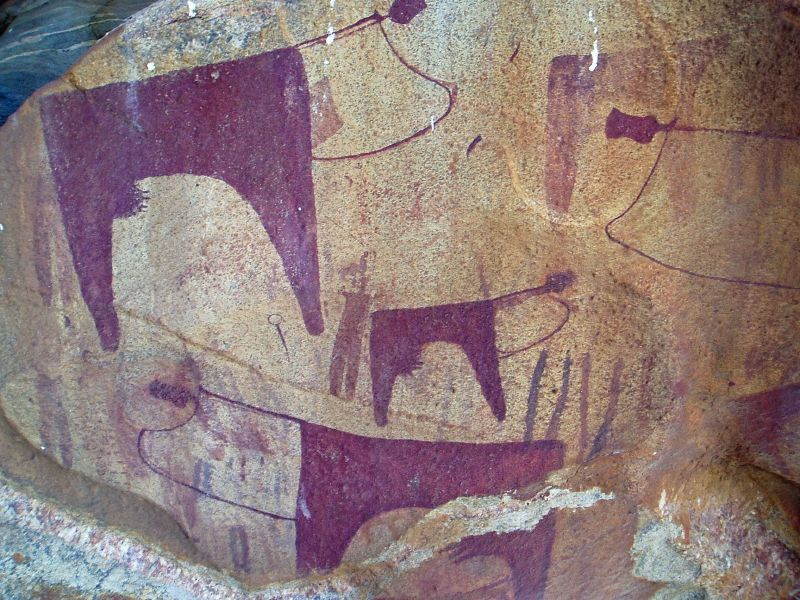
Un troupeau de vaches
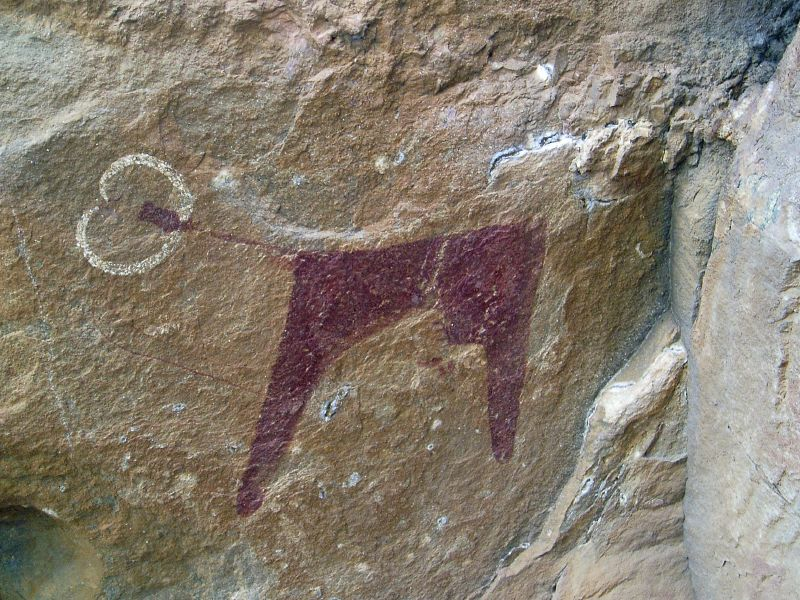
Une vache
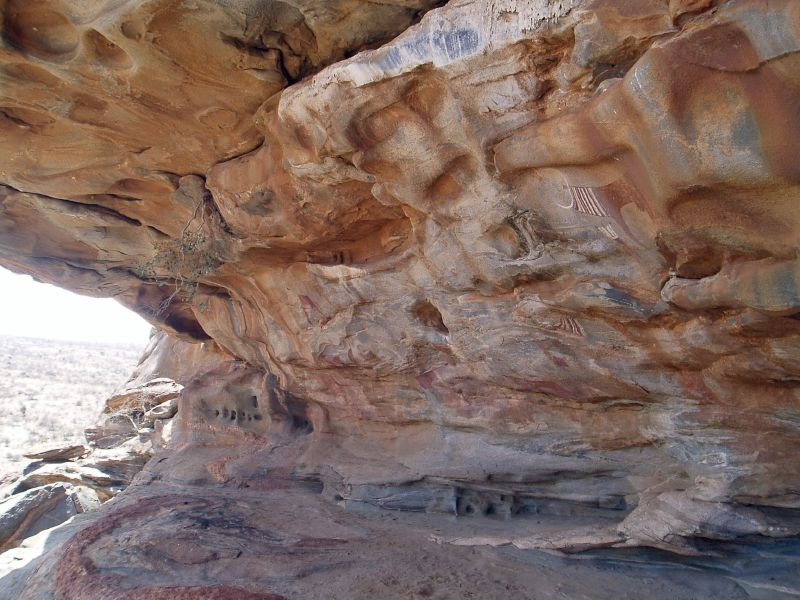
Une alcôve de Laas Geel
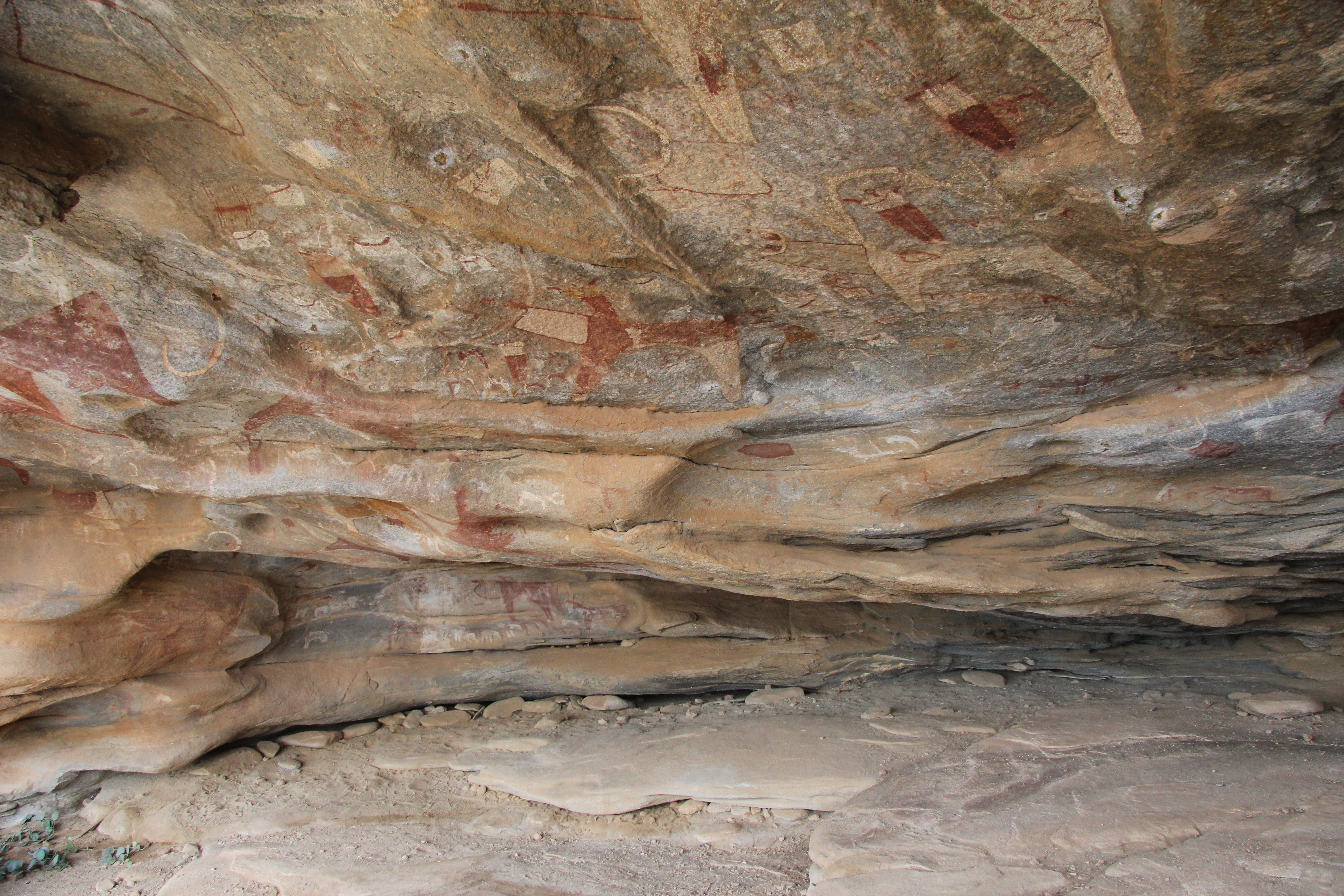
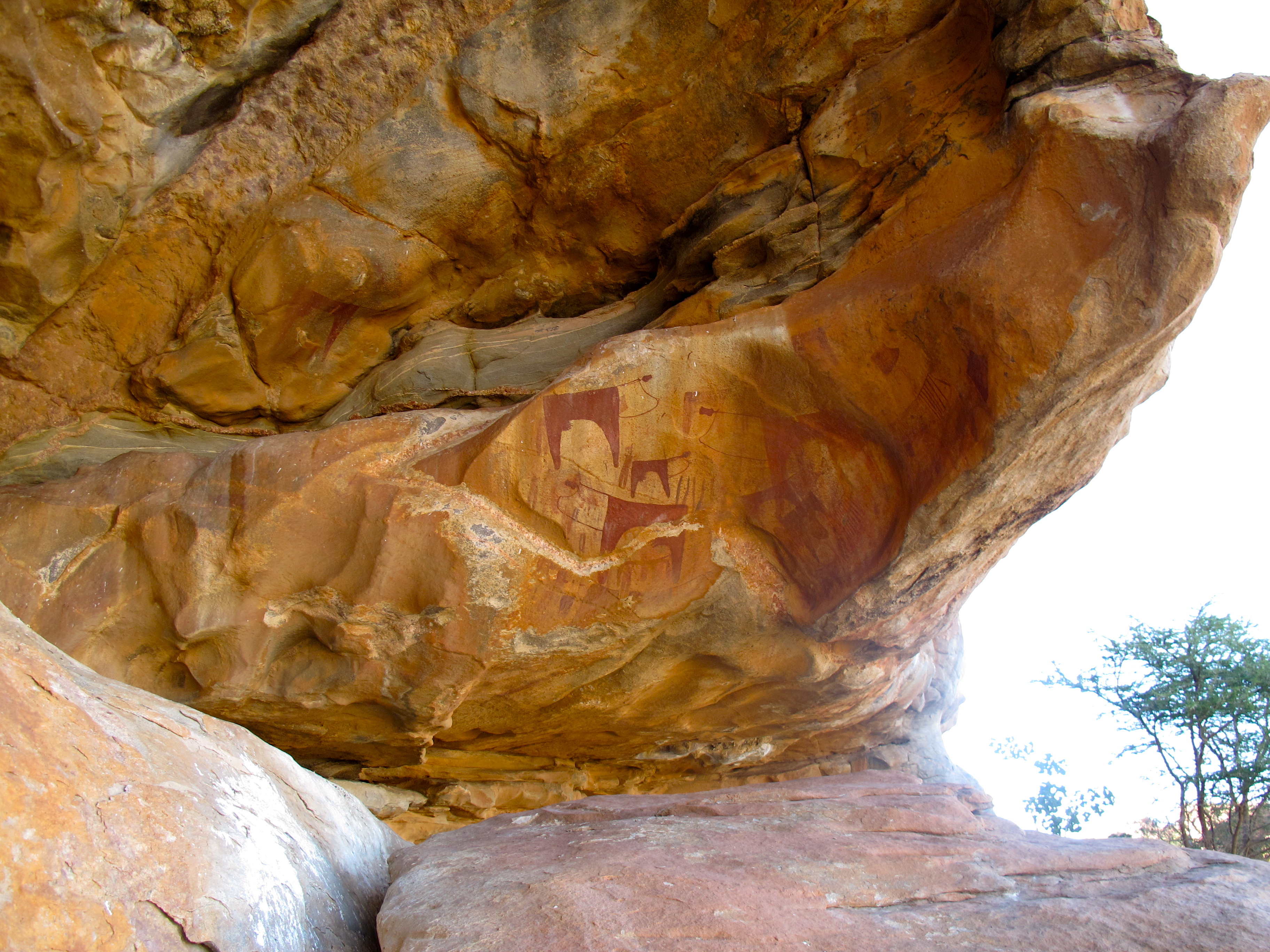